# 軍馬の郷六原資料館
軍馬の郷六原資料館（ぐんばのさとろくはらしりょうかん）は、岩手県胆沢郡金ケ崎町に所在する資料館である。

## 沿革
日本の近代化に伴って陸軍が1896年（明治29年）に軍馬を補充するために軍馬補充部を設置した。当時相去村六原地区（現在の金ケ崎町六原）にあった土地を有効利用するために相去村村長、胆沢郡会議員を歴任した桑島重三郎が誘致に尽力し、1898年（明治31年）同地に六原支部が設置された。その後支部長・支部員用の官舎が9区画設置され、3棟が現存する。軍縮に伴い六原支部は1925年（大正14年）に廃止され、広大な土地は農場などを経て現在の岩手県立農業大学校となる。2016年（平成28年）10月29日、資料館として開館し、プロスキーヤーの三浦雄一郎が講演した。館内には三浦の写真や桑島に関する資料などを展示している。

## 建築
1911年（明治44年）建築。2015年 （平成27年）改修。木造平屋建て、銅板葺、建築面積117m2。廊下を挟んで東側に和室、西側に洋風の応接室が配置された和洋折衷様式。現存例の少ない佐官級宿舎である。2017年（平成29年）5月2日、旧陸軍省軍馬補充部六原支部官舎第一棟として第二棟、第三棟とともに国登録有形文化財として登録された。

## 利用情報
- 開館時間 - 午前9時から午後5時まで
- 休館日 - 毎週月・火曜日、年末年始（12月29日から1月3日）
- 入館料 - 無料

## 交通アクセス
- 北上金ヶ崎ICから約15分
- 水沢ICから約17分
- 東北本線六原駅から車で約10分

## 周辺施設
- 岩手県立農業大学校